# Manuel Gomes
Manuel Gomes (Cano, 1571 — Rio de Janeiro, 15 de outubro de 1648), juntamente com Diogo Nunes, foi um dos dois primeiros missionários jesuítas a desembarcar em São Luís em novembro de 1615, como capelão da armada de Alexandre de Moura.

## Biografia
Em 1586, ingressou na Companhia de Jesus, na cidade de Évora.
Em 1595, embarcou para o Brasil, onde foi professor de gramática e procurador do Colégio Jesuíta de Pernambuco.
Entre 1610 e 1614, exerceu o cargo de Superior na Residência dos Jesuítas em Ilhéus, onde manteve contato com nativos.
Em 1615, foi nomeado como Superior da presença jesuíta na armada de Alexandre de Moura, que deveria combater os franceses em São Luís.
Em princípio deveria retornar a Pernambuco logo após a conquista, entretanto, devido a uma epidemia de varíola que atingiu os nativos, decidiram postergar o seu retorno para prestar assistência corporal e espiritual aos enfermos.
Em 1616, escreveu uma Carta ao Superior da Província Jesuítica no Brasil, Padre Pedro de Toledo, na qual relatou desde a partida da Armada de Alexandre de Moura do Recife em 5 de outubro de 1615, até os primeiros passos da colonização portuguesa em São Luís. Nessa missiva, apresentou perspectivas otimistas das possibilidades de catequização dos nativos, com o intuito de obter o envio de mais missionários para a região.
Depois disso, permaneceu em São Luís, visitando aldeias e atendendo aos colonos e soldados até março de 1618, quando se dirigiram à Salvador, para participar da Congregação da Província Jesuítica no Brasil. Entretanto, devido às correntes marítimas, o navio em que embarcaram acabou os deixando na Ilha de São Domingos.
Em 19 de março de 1620, embarcou para a Espanha.
Em 1621, estava em Lisboa, quando redigiu:
- uma "Informação sobre a Ilha de São Domingos, Venezuela e Pará", datada de 22 de janeiro;
- nova Carta, datada como concluída em 2 de julho, na qual também relatou sua experiência missionária em São Luís. Essa Segunda Carta diferenciou-se da Primeira pelo maior destaque ao o papel diplomático e militar (fazer as pazes, obter a colaboração e arregimentar militarmente com os nativos) dos jesuítas na região e pela presença de severas acusações aos portugueses em relações a ações cometidas contra os nativos.

Naquele ano, retornou ao Brasil.
Em 1631, era missionário no aldeamento de Nossa Senhora da Escada.
Viveu seus últimos anos no Rio de Janeiro, possivelmente demente. Morreu em 15 de outubro de 1648.